# First Division 1964-1965
La First Division 1964-1965 è stata la 66ª edizione della massima serie del campionato inglese di calcio, disputato tra il 22 agosto 1964 e il 24 aprile 1965 e concluso con la vittoria del Manchester Utd, al suo sesto titolo.
Capocannonieri del torneo sono stati Jimmy Greaves (Tottenham) e Andy McEvoy (Blackburn) con 29 reti ciascuno.

## Stagione

### Novità
Al posto delle retrocesse Bolton e Ipswich Town sono saliti dalla Second Division il Leeds Utd e il Sunderland.
Inoltre il comitato organizzatore della Coppa delle Fiere diede un posto in più all'Inghilterra, che la Football Association assegnò al vincitore della Football League Cup.

## Squadre partecipanti
| Club              | Stagione | Città          | Stadio               | Stagione precedente                   |
| ----------------- | -------- | -------------- | -------------------- | ------------------------------------- |
| Arsenal           | dettagli | Londra         | Arsenal Stadium      | 8º posto in First Division            |
| Aston Villa       | dettagli | Birmingham     | Villa Park           | 19º posto in First Division           |
| Birmingham City   | dettagli | Birmingham     | St Andrew's          | 20º posto in First Division           |
| Blackburn         | dettagli | Blackburn      | Ewood Park           | 7º posto in First Division            |
| Blackpool         | dettagli | Blackpool      | Bloomfield Road      | 18º posto in First Division           |
| Burnley           | dettagli | Burnley        | Turf Moor            | 9º posto in First Division            |
| Chelsea           | dettagli | Londra         | Stamford Bridge      | 5º posto in First Division            |
| Everton           | dettagli | Liverpool      | Goodison Park        | 3º posto in First Division            |
| Fulham            | dettagli | Londra         | Craven Cottage       | 15º posto in First Division           |
| Leeds Utd         | dettagli | Leeds          | Elland Road          | 1º posto in Second Division, promosso |
| Leicester City    | dettagli | Leicester      | Filbert Street       | 11º posto in First Division           |
| Liverpool         | dettagli | Liverpool      | Anfield              | 1º posto in First Division            |
| Manchester Utd    | dettagli | Manchester     | Old Trafford         | 2º posto in First Division            |
| Nottingham Forest | dettagli | Nottingham     | City Ground          | 13º posto in First Division           |
| Sheffield Utd     | dettagli | Sheffield      | Bramall Lane         | 12º posto in First Division           |
| Sheffield Weds    | dettagli | Sheffield      | Hillsborough Stadium | 6º posto in First Division            |
| Stoke City        | dettagli | Stoke-on-Trent | Victoria Ground      | 17º posto in First Division           |
| Sunderland        | dettagli | Sunderland     | Roker Park           | 2º posto in Second Division, promosso |
| Tottenham         | dettagli | Londra         | White Hart Lane      | 4º posto in First Division            |
| West Bromwich     | dettagli | West Bromwich  | The Hawthorns        | 10º posto in First Division           |
| West Ham Utd      | dettagli | Londra         | Boleyn Ground        | 14º posto in First Division           |
| Wolverhampton     | dettagli | Wolverhampton  | Molineux Stadium     | 16º posto in First Division           |

## Classifica finale
|       | Pos. | Squadra           | Pt | G  | V  | N  | P  | GF | GS | MG    |
| ----- | ---- | ----------------- | -- | -- | -- | -- | -- | -- | -- | ----- |
|       | 1.   | Manchester Utd    | 61 | 42 | 26 | 9  | 7  | 89 | 39 | 2.282 |
|       | 2.   | Leeds Utd         | 61 | 42 | 26 | 9  | 7  | 83 | 52 | 1.596 |
| [ 2 ] | 3.   | Chelsea           | 56 | 42 | 24 | 8  | 10 | 89 | 54 | 1.648 |
| [ 3 ] | 4.   | Everton           | 49 | 42 | 17 | 15 | 10 | 69 | 60 | 1.150 |
|       | 5.   | Nottingham Forest | 47 | 42 | 17 | 13 | 12 | 71 | 67 | 1.060 |
|       | 6.   | Tottenham         | 45 | 42 | 19 | 7  | 16 | 87 | 71 | 1.225 |
| [ 4 ] | 7.   | Liverpool         | 44 | 42 | 17 | 10 | 15 | 67 | 73 | 0.918 |
|       | 8.   | Sheffield Weds    | 43 | 42 | 16 | 11 | 15 | 57 | 55 | 1.036 |
| [ 5 ] | 9.   | West Ham Utd      | 42 | 42 | 19 | 4  | 19 | 82 | 71 | 1.155 |
|       | 10.  | Blackburn         | 42 | 42 | 16 | 10 | 16 | 83 | 79 | 1.051 |
|       | 11.  | Stoke City        | 42 | 42 | 16 | 10 | 16 | 67 | 66 | 1.015 |
|       | 12.  | Burnley           | 42 | 42 | 16 | 10 | 16 | 70 | 70 | 1.000 |
|       | 13.  | Arsenal           | 41 | 42 | 17 | 7  | 18 | 69 | 75 | 0.920 |
|       | 14.  | West Bromwich     | 39 | 42 | 13 | 13 | 16 | 70 | 65 | 1.077 |
|       | 15.  | Sunderland        | 37 | 42 | 14 | 9  | 19 | 64 | 74 | 0.865 |
|       | 16.  | Aston Villa       | 37 | 42 | 16 | 5  | 21 | 57 | 82 | 0.695 |
|       | 17.  | Blackpool         | 35 | 42 | 12 | 11 | 19 | 67 | 78 | 0.859 |
|       | 18.  | Leicester City    | 35 | 42 | 11 | 13 | 18 | 69 | 85 | 0.812 |
|       | 19.  | Sheffield Utd     | 35 | 42 | 12 | 11 | 19 | 50 | 64 | 0.781 |
|       | 20.  | Fulham            | 34 | 42 | 11 | 12 | 19 | 60 | 78 | 0.769 |
|       | 21.  | Wolverhampton     | 30 | 42 | 13 | 4  | 25 | 59 | 89 | 0.663 |
|       | 22.  | Birmingham City   | 27 | 42 | 8  | 11 | 23 | 64 | 96 | 0.667 |

Legenda:
      Campione d'Inghilterra e ammessa in Coppa dei Campioni 1965-1966.
      Ammessa in Coppa delle Coppe 1965-1966.
      Ammesse in Coppa delle Fiere 1965-1966.
      Retrocesse in Second Division 1965-1966.
Regolamento:
Due punti a vittoria, uno a pareggio, zero a sconfitta.
A parità di punti le squadre venivano classificate secondo il quoziente reti.

## Statistiche

### Squadre

#### Capoliste solitarie
Fonte:
|    | —— | —— | ——      | ——      | ——      | ——      | ——      | ——      | ——      | ——      | ——      | ——      | ——      | ——      | ——             | ——             | ——             | ——             | ——             | ——             | ——  | ——             | ——             | ——             | ——             | ——             | ——             | ——  | ——  | ——        | ——        | ——        | ——        | ——        | ——        | ——        | ——        | ——        | ——        | ——  | ——  | —— |  |
|    |    |    | Chelsea | Chelsea | Chelsea | Chelsea | Chelsea | Chelsea | Chelsea | Chelsea | Chelsea | Chelsea | Chelsea | Chelsea | Manchester Utd | Manchester Utd | Manchester Utd | Manchester Utd | Manchester Utd | Manchester Utd |     | Manchester Utd | Manchester Utd | Manchester Utd | Manchester Utd | Manchester Utd | Manchester Utd |     |     | Leeds Utd | Leeds Utd | Leeds Utd | Leeds Utd | Leeds Utd | Leeds Utd | Leeds Utd | Leeds Utd | Leeds Utd | Leeds Utd |     |     |    |  |
|    |    |    |         |         |         |         |         |         |         |         |         |         |         |         |                |                |                |                |                |                |     |                |                |                |                |                |                |     |     |           |           |           |           |           |           |           |           |           |           |     |     |    |  |
|    |    |    |         |         |         |         |         |         |         |         |         |         |         |         |                |                |                |                |                |                |     |                |                |                |                |                |                |     |     |           |           |           |           |           |           |           |           |           |           |     |     |    |  |
| 1ª | 2ª | 3ª | 4ª      | 5ª      | 6ª      | 7ª      | 8ª      | 9ª      | 10ª     | 11ª     | 12ª     | 13ª     | 14ª     | 15ª     | 16ª            | 17ª            | 18ª            | 19ª            | 20ª            | 21ª            | 22ª | 23ª            | 24ª            | 25ª            | 26ª            | 27ª            | 28ª            | 29ª | 30ª | 31ª       | 32ª       | 33ª       | 34ª       | 35ª       | 36ª       | 37ª       | 38ª       | 39ª       | 40ª       | 41ª | 42ª |    |  |

### Individuali

#### Classifica marcatori
Fonte:
| Gol | Rigori |  | Giocatore      | Squadra        |
| --- | ------ |  | -------------- | -------------- |
| 29  | 3      |  | Jimmy Greaves  | Tottenham      |
| 29  |        |  | Andy McEvoy    | Blackburn      |
| 28  |        |  | Denis Law      | Manchester Utd |
| 27  |        |  | Fred Pickering | Everton        |
| 25  |        |  | Joe Baker      | Arsenal        |
| 25  |        |  | Johnny Byrne   | West Ham       |
| 25  |        |  | John Byrom     | Blackburn      |
| 25  |        |  | Roger Hunt     | Liverpool      |
| 25  | 1      |  | John Ritchie   | Stoke City     |
| 22  |        |  | Willie Irvine  | Burnley        |
| 21  |        |  | Ray Charnley   | Blackpool      |
| 21  |        |  | David Herd     | Manchester Utd |
| 21  | 2      |  | Andy Lockhhead | Burnley        |
| 20  |        |  | Barry Bridges  | Chelsea        |
| 20  | 1      |  | Tony Hateley   | Aston Villa    |